# Niko Kari
Niko Kari (Hyvinkää, Finlandia; 6 de octubre de 1999) es un piloto de automovilismo finlandés. En 2016 y 2017 fue miembro del Red Bull Junior Team.

## Carrera
Kari comenzó su carrera de automovilismo en karting en 2009 y participó en su primera carrera en 2010. Hasta 2013, participó en varios campeonatos finlandeses, y en 2011 condujo por primera vez en un campeonato internacional. En 2014, se trasladó al Campeonato de Europa KF CIK-FIA, en el que terminó quinto. En 2013 y 2014, fue elegido como el mejor kart nacional por la asociación finlandesa de deportes de motor.
En 2015, Kari se cambió a Fórmula Racing, haciendo su debut en Fórmula 4 en el SMP Fórmula 4 organizado por Koiranen Motorsport. Ganó siete carreras y ganó tres carreras antes del final de la temporada con 449 puntos.
En 2016, Kari se incluyó en el Red Bull Junior Team, el programa de entrenamiento del equipo de Fórmula 1 Red Bull Racing. Como parte de esto, participó en el 2016 para el equipo Motopark. Ganó una carrera en el Autódromo Enzo e Dino Ferrari y con otros cuatro podios terminó décimo en el campeonato con 129 puntos. En el Masters de Fórmula 3 ese año, terminó segundo detrás de su compañero Joel Eriksson. Además, durante el fin de semana de carreras en Spa-Francorchamps, reemplazó a Ralph Boschung en Koiranen GP en la GP3 Series.
En 2017, Kari hizo el cambio de tiempo completo a la GP3, donde fue para el equipo de Arden International. Tuvo una temporada algo decepcionante, pero en el último fin de semana de carrera en el Circuito Yas Marina logró su primera victoria en el campeonato, convirtiéndose en el décimo en la clasificación final con 63 puntos.
En 2018, Kari perdió el apoyo del Red Bull Junior Team. Sin embargo, permanece activo en la GP3, en la que se cambia al nuevo equipo MP Motorsport. Un sexto puesto durante el primer fin de semana de carrera en el Circuit de Barcelona-Catalunya fue su mejor resultado, terminando decimoséptimo en el ranking final. Sin embargo, tuvo que perderse los dos últimos fines de semana de carrera de este campeonato porque fue llamado por MP para reemplazar al difunto Ralph Boschung con su equipo de Fórmula 2. En estas cuatro carreras, solo terminó una vez con un decimoquinto lugar en el Circuito Yas Marina.
En 2019, la GP3 fue reemplazada por el nuevo Campeonato de Fórmula 3 de la FIA, en el que Kari participa para el equipo Trident. Terminó 12.º con dos podios obtenidos. Había firmado para la temporada 2020, pero el equipo lo reemplazó a unos días de la primera carrera. Al año siguiente dejó los monoplazas y corrió en la European Le Mans Series.

## Resultados

### GP3 Series
(Clave) (negrita indica pole position) (cursiva indica vuelta rápida puntuable)

| Año  | Escudería           | 1   | 1   | 2   | 2   | 3   | 3   | 4   | 4   | 5   | 5   | 6   | 6   | 7   | 7   | 8   | 8   | 9   | 9   | Pos. | Puntos | Ref.  |
| ---- | ------------------- | --- | --- | --- | --- | --- | --- | --- | --- | --- | --- | --- | --- | --- | --- | --- | --- | --- | --- | ---- | ------ | ----- |
| 2016 | Koiranen GP         | BAR | BAR | SPI | SPI | SIL | SIL | BUD | BUD | HOC | HOC | SPA | SPA | MNZ | MNZ | KUA | KUA | YMC | YMC | 26.º | 0      | [ 4 ] |
| 2016 | Koiranen GP         |     |     |     |     |     |     |     |     |     |     | Ret | 14  |     |     |     |     |     |     | 26.º | 0      | [ 4 ] |
| 2017 | Arden International | BAR | BAR | SPI | SPI | SIL | SIL | BUD | BUD | SPA | SPA | MNZ | MNZ | JER | JER | YMC | YMC |     |     | 10.º | 63     | [ 5 ] |
| 2017 | Arden International | 15  | 14  | Ret | 18  | 5   | 3   | 9   | 6   | 9   | 9   | 15† | C   | 6   | 19  | 1   | 13  |     |     | 10.º | 63     | [ 5 ] |
| 2018 | MP Motorsport       | BAR | BAR | LEC | LEC | SPI | SPI | SIL | SIL | BUD | BUD | SPA | SPA | MNZ | MNZ | SOC | SOC | YMC | YMC | 17.º | 6      | [ 6 ] |
| 2018 | MP Motorsport       | Ret | 6   | DSQ | Ret | 11  | 8   | 11  | Ret | Ret | Ret | 14  | 12  | 10  | 10  |     |     |     |     | 17.º | 6      | [ 6 ] |

### Campeonato de Fórmula 2 de la FIA
(Clave) (negrita indica pole position) (cursiva indica vuelta rápida puntuable)

| Año  | Escudería     | 1   | 1   | 2   | 2   | 3   | 3   | 4   | 4   | 5   | 5   | 6   | 6   | 7   | 7   | 8   | 8   | 9   | 9   | 10  | 10  | 11  | 11  | 12  | 12  | Pos. | Puntos | Ref.  |
| ---- | ------------- | --- | --- | --- | --- | --- | --- | --- | --- | --- | --- | --- | --- | --- | --- | --- | --- | --- | --- | --- | --- | --- | --- | --- | --- | ---- | ------ | ----- |
| 2018 | MP Motorsport | SAK | SAK | BAK | BAK | BAR | BAR | MON | MON | LEC | LEC | SPI | SPI | SIL | SIL | BUD | BUD | SPA | SPA | MNZ | MNZ | SOC | SOC | YMC | YMC | 24.º | 0      | [ 7 ] |
| 2018 | MP Motorsport |     |     |     |     |     |     |     |     |     |     |     |     |     |     |     |     |     |     |     |     | Ret | Ret | 15  | Ret | 24.º | 0      | [ 7 ] |

### Campeonato de Fórmula 3 de la FIA
(Clave) (negrita indica pole position) (cursiva indica vuelta rápida puntuable)

| Año  | Escudería         | 1   | 1   | 2   | 2   | 3   | 3   | 4   | 4   | 5   | 5   | 6   | 6   | 7   | 7   | 8   | 8   | 9   | 9   | Pos. | Puntos | Ref.  |
| ---- | ----------------- | --- | --- | --- | --- | --- | --- | --- | --- | --- | --- | --- | --- | --- | --- | --- | --- | --- | --- | ---- | ------ | ----- |
| 2019 | Trident           | BAR | BAR | LEC | LEC | SPI | SPI | SIL | SIL | BUD | BUD | SPA | SPA | MNZ | MNZ | SOC | SOC |     |     | 12.º | 36     | [ 2 ] |
| 2019 | Trident           | 8   | 3   | 18  | 24† | 11  | 8   | 18  | 19  | 14  | 12  | 19  | Ret | Ret | 15  | 3   | 5   |     |     | 12.º | 36     | [ 2 ] |
| 2022 | Jenzer Motorsport | SAK | SAK | IMO | IMO | BAR | BAR | SIL | SIL | SPI | SPI | BUD | BUD | SPA | SPA | ZAN | ZAN | MNZ | MNZ | 30.º | 0      | [ 8 ] |
| 2022 | Jenzer Motorsport | 26  | 14  |     |     |     |     |     |     |     |     |     |     |     |     |     |     |     |     | 30.º | 0      | [ 8 ] |